# 裸の王様
『裸の王様』（はだかのおうさま）または『皇帝の新衣裳』（丁: Kejserens nye klæder (Keiserens nye klæder) - 発音、英: The Emperor's New Clothes）は、デンマークの童話作家ハンス・クリスチャン・アンデルセンが翻案し1837年に発表した童話である。人間心理の弱点を辛辣に捉えた寓話として著名な作品であり、アンデルセンの代表作の1つとされる。原作はカスティーリャ王国の王族フアン・マヌエルが1335年に発表した寓話集『ルカノール伯爵』 に収録された第32話「ある王といかさま機織り師たちに起こったこと」 である。
身の回りに批判者や反対者がいない（あるいは我が強すぎて批判・反対を自分にとって都合よく解釈する。ときには権力を利用して批判者・反対者邪魔者扱いして粛清することすらある）ため、本当の自分（の実力）がわかっていない人を揶揄するために用いられる。当然ではあるが、正当な批判・反論すらも聞かずに猛進するため当人が破壊的な影響を及ぼすようになり、いずれ必ず当人も組織も大きなダメージを受けるため、組織人として見た場合には非常に有害な人物になる。

## 原作と翻案との違い
原話と物語の大枠は変わっていないが、元の話では、馬鹿の目には見えない布地ではなく、姦通から生まれた者には見えない布地であり、「王さまは裸だ」と真実を告げるのは、子供ではなく馬丁の黒人である。
一橋大学附属図書館が公開している『アンデルセンと「裸の王様」』によると主な違いは以下のようになる。
|                    | フアン・マヌエル(1335年)『ルカノール伯爵』 | アンデルセン(1837年)『童話集』                     |
| ------------------ | ------------------------------------------ | -------------------------------------------------- |
| 題名               | ある王といかさま機織り師たちに起こったこと | 皇帝の新しい服                                     |
| 主人公             | 王                                         | 皇帝                                               |
| 主人公の関心事     | 王室の財産を増大させること                 | 美しい新しい着物                                   |
| 詐欺師の人数       | 3人                                        | 2人                                                |
| 誰に見えない衣裳か | 父親の実の子ではない者                     | 自分の地位にふさわしくない者や、手におえないばか者 |
| 真実を告げる者     | 王の馬丁をしていた黒人                     | 1人の小さな子供                                    |

## あらすじ
岩波文庫の大畑末吉訳「皇帝の新しい着物」をテキストにしてあらすじを記載する。
ある国に、新しい服が大好きな、おしゃれな皇帝がいた。ある日、城下町に二人組の男が、仕立て屋という触れ込みでやってきた。彼らは「自分の地位にふさわしくない者や、手におえない馬鹿者」の目には見えない、不思議な布地をつくることができるという。噂を聞いた皇帝は2人をお城に召し出して、大喜びで大金を払い、彼らに新しい衣装を注文した。
彼らは作業場に織機を設置し、さっそく仕事にかかる。皇帝が大臣を視察にやると、仕立て屋たちが忙しく織っている「ばか者には見えない布地」とやらは大臣の目にはまったく見えず、彼らは手になにも持っていないように見える。大臣はたいへん困るが、皇帝には自分には布地が見えなかったと言えず、仕立て屋たちが説明する布地の色と柄をそのまま報告することにした。
その後、視察にいった家来はみな「布地は見事なものでございます」と報告する。最後に皇帝がじきじき仕事場に行くと「ばか者には見えない布地」は、皇帝の目にもさっぱり見えない。皇帝はうろたえるが、家来たちには見えた布が自分に見えないとは言えず、布地の出来栄えを大声で賞賛し、周囲の家来も調子を合わせて衣装を褒める。
いよいよ、皇帝の新しい衣装は完成した。皇帝はパレードで新しい衣装をお披露目することにし、見えてもいない衣装を身にまとい、大通りを行進する。集まった国民も「ばか者」と思われるのをはばかり、歓呼して衣装を誉めそやす。
その中で、沿道にいた一人の小さな子供が、「だけど、なんにも着てないよ！」と叫び、群衆はざわめいた。「なんにも着ていらっしゃらないのか?」と、ざわめきは広がり、ついに皆が「なんにも着ていらっしゃらない！」と叫びだすなか、皇帝のパレードは続くのだった。

## 登場人物
おうさま
→新しい服が大好き。逆らえる者は誰もいない。

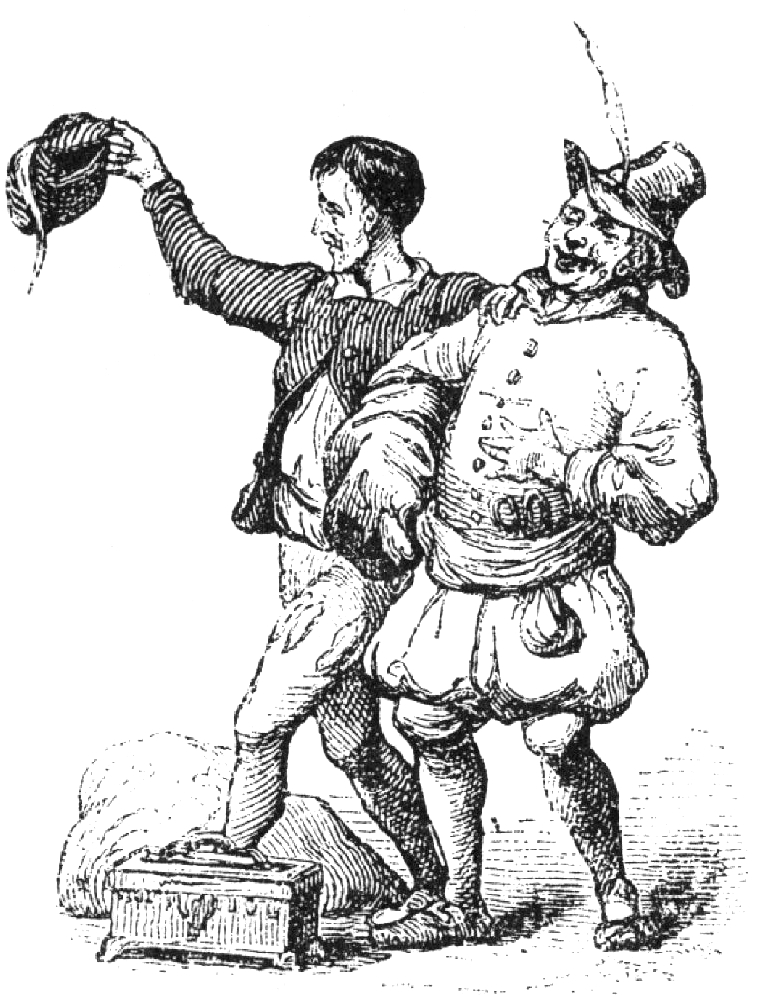
2人の詐欺師
→布織り職人というふれこみ。ばか者には見えない布を織ると言って皇帝たちを騙す。
大臣
→正直者で通っている年寄り。人が良い。布地が見えたふりをして嘘をつく。
役人
→根はまっすぐ。
家来たち・町の人々
見栄や立場にとらわれ、誰も本当のことを言えない。

## 日本での紹介
従来の定説では、「孩堤の翁」という筆名を用いた巌本善治が、雑誌『女学雑誌』の1888年（明治21年）3月10日号と17日号に『不思議の新衣装』という題名で連載したのが嚆矢であるとされてきたが、それ以前の1886年（明治19年）11月に、Yasuoka Shunjirōがローマ字に翻訳した“Ō no atarashiki ishō” が Rōmaji zasshi に掲載されていたことが発見された。
単行本としては、1888年（明治21年）12月19日に高橋五郎が「在一居士」という筆名で春祥堂から『諷世奇談、王様の新衣装』という題名で刊行したものが最初とされる。その他にも多くの訳が出ていて、『帝ノ新ナル衣服』・『領主の新衣』・『狂言衣大名』・『着道楽』・『裸の王様』・『裸体の王様』・『霞の衣』・『皇帝のお召物』 などの題名が付けられている。（明治期の翻訳を参照。）
19世紀のアンデルセンの初版本に添えられたイラストでは、皇帝は素っ裸ではなく下着は着ている。現代の翻訳では、皇帝はパンツ一枚きりか、全裸であることもある。

## 翻訳
デンマーク語の原題「Kejserens nye klæder (Keiserens nye klæder)」を日本語に直訳すると「皇帝の新しい服」となる。ドイツ語版の題名「Des Kaisers neue Kleider」も英語版の題名「The Emperor's New Clothes」もデンマーク語の直訳である。
日本では「王様は裸だ」という訳が知られているが、岩波文庫の大畑末吉訳では、「だけど、なんにも着てやしないじゃないの！」と訳されている。
デンマーク語の原文とドイツ語・英語の翻訳は以下の通り。
- デンマーク語: »Men han har jo ikke noget paa!«（「だけど、なんにも着てやしないじゃないの！」）[22]
- ドイツ語: „Aber er hat ja gar nichts an!“（「だけど、なんにも着てやしないじゃないの！」）[24]
- 英語: “But he has nothing on at all.”（「だけど、なんにも着てやしないじゃないの。」）[25]

## 話型分類
「裸の王様」には、ヨーロッパ各地やインドにも類話があり、アールネ・トンプソンのタイプ・インデックスでは、「笑話・逸話」の一種の“The King's New Clothes”（王様の新しい衣装）として AT 1620 という番号が付与されている。また、アメリカの民話学者スティス・トンプソンによる民間文芸のモチーフ索引では、“The emperor's new clothes”（皇帝の新しい衣装）として K445 番というモチーフ番号が、“Naked person made to believe that he is clothed”（服を着ていると思い込まされる裸の人）として J2312 というモチーフ番号が付与されている。中国にも、「指鹿為馬」で知られる秦の二世皇帝胡亥と趙高のやりとりが史書に寓話的に残され、日本における「馬鹿」の語源ともなったとも言われる。

## ミュージカル
劇団四季はアンデルセンの作品を長年にわたり上演している。『はだかの王様』は1964年（昭和39年）初演、台本は寺山修司の手による。

## 関連文献
- 高橋健二『グリム兄弟とアンデルセン』東京書籍、1937年。

### 明治期の翻訳
- Yasuoka Shunjirō「Ō no atarashiki ishō」『Rōmaji Zasshi』第1巻第18号、1886年11月10日。
- 孩堤の翁（巌本善治）「不思議の新衣裳(上)」『女学雑誌』第100号、1888年3月10日、229-230頁。
- 孩堤の翁（巌本善治）「不思議の新衣裳(下)」『女学雑誌』第101号、1888年3月17日、21-22頁。
- 渡辺松茂 訳「帝ノ新ナル衣服」『ニューナショナル第五リーダー直訳』積善館、1888年6月、81-85頁。NDLJP:870960/49。
- 在一居士（高橋五郎） 訳『諷世奇談 王様の新衣裳』春祥堂、1888年12月19日。NDLJP:1919445。
- 坪内逍遙 訳「領主の新衣」『国語読本』冨山房、1900年10月、22-27頁。
- 高橋五郎「諷世奇談」『言文一致』第15年11号(逐号341号)、1903年9月、8-13頁。
- 杉谷代水「狂言衣大名」『早稲田文学』1906年3月、29-38頁。
- 菅野徳助・奈倉次郎 訳「着道楽」『小九郎次大九郎次／着道楽』三省堂、1907年1月29日、73-103頁。NDLJP:903014/43。
- 木村小舟 訳「裸の王様」『教育お伽噺』博文館〈家庭百科全書 第13編〉、1908年10月15日、159-165頁。NDLJP:1168109/88。
- 和田垣謙三・星野久成 訳「裸体の王様」『教育お伽噺』小川尚栄堂、1910年10月13日、107-110頁。NDLJP:1901966/62。
- 上田万年 訳「霞の衣」『安得仙家庭物語』鍾美堂、1911年4月1日、30-43頁。NDLJP:896637/23。
- 近藤敏三郎 訳「皇帝のお召物」『アンダアゼンお伽噺』精華堂、1911年4月18日、1-18頁。NDLJP:1919431/10。